# Jackson Galaxy
Jackson Galaxy (New York, 28 aprile 1966) è un attivista, scrittore e conduttore televisivo statunitense.

## Biografia

### Infanzia e studi
Jackson Galaxy, nato Richard Kirschner, nasce nel quartiere Upper west side situato a Manhattan, New York, legalmente cambia il proprio nome all'età di venti anni. Consegue un master in recitazione. Galaxy apprende il comportamento dei gatti grazie al suo lavoro nei rifugi per animali e interagendo con i gatti ivi ricoverati, Ottiene il suo primo incarico alla Humane Society di Boulder Valley, Boulder, Colorado.

### Carriera
Galaxy andò ad abitare a Boulder, Colorado, nel 1992 quando era un musicista rock. Dopo aver lavorato nei rifugi per animali a Boulder,  divenne libero professionista come consulente comportamentista per gatti nel 2002, anno in cui fondò la Little Big Cat Inc. insieme alla dottoressa Jean Hovfe, una veterinaria olistica. Insieme fornivano consulenze ai proprietari di gatti, concentrandosi sulla connessione tra la salute fisica ed il comportamento del gatto.
Nel 2007 Galaxy si stabilì a Los Angeles, dove riprese e continuò a svolgere il suo lavoro di libero professionista come comportamentista per gatti offrendo consulenze private. Lavorando singolarmente con ogni gatto direttamente nella casa dove questo vive, egli si avvale anche della collaborazione attiva dei proprietari del gatto per poter migliorare il suo comportamento.
Galaxy lavora a stretto contatto anche con i rifugi per animali e le organizzazioni per la salvezza degli animali, insegnando il suo metodo di approccio al comportamento felino, chiamato "Cat Mojo", ai volontari, allo staff di questi centri e agli adottanti e aiutandoli con programmi sia per migliorare il comportamento dei gatti sia con programmi per rendere l'ambiente più a misura di gatto per fare stare meglio e rendere più a loro agio i gatti che vivono in quegli ambienti.
Egli fa parte del consiglio di amministrazione dell'associazione Stray Cat Alliance and Fix Nation a Los Angeles così come dell'associazione Board of Advisers for Neighborhood Cats a New York.
Galaxy è apparso in tv come il comportamentista ufficiale per gatti della trasmissione Think Like A Cat della rete satellitare americana Game Show Network, ed ha partecipato, in qualità di esperto comportamentista per gatti, anche alla trasmissione televisiva Cats 101 della rete televisiva Animal Planet. È apparso anche in altri svariati mezzi di comunicazione, tra i quali,  20/20, EXTRA, The New York Times, USA Today, The Washington post, New York Post, e AOL.
Dal maggio 2011 Jackson è il conduttore delle puntate di una trasmissione tv reality prodotta da Animal Planet ed intitolata Il mio gatto è indemoniato, nella quale aiuta proprietari di gatti - spesso coppie - a risolvere conflitti e problemi comportamentali tra loro ed i loro gatti. Dal dicembre 2013 è anche il protagonista della serie sul web Cat Mojo in onda su Animalist Network, dove condivide i suoi pensieri su tutto quello che riguarda i problemi relativi ai gatti come la rimozione delle loro unghie o l'uso di pistole a spruzzo, fino al raccontare le più folli storie accadutegli dietro le quinte in qualità di comportamentalista per gatti.

### Vita privata
Jackson Galaxy ha sposato Minoo Rahbar al santuario per animali della Best Friends Animal Society a Kanab, in Utah, il 29 giugno 2014. In questo santuario gli animali non vengono uccisi se non vengono adottati dai rifugi entro breve tempo dal loro ingresso, a differenza di quanto regolarmente avviene in America. Alla cerimonia il loro cane, Mooshka, ha portato le fedi nuziali.
Dopo essere arrivato a pesare quasi 200 chili ed aver sofferto molti problemi di salute, Galaxy si è sottoposto ad un intervento di bypass gastrico. Ha raccontato tutta la sua storia drammatica nel libro Il migliore amico dei gatti, pubblicato nel 2015 in Italia dalla Rizzoli editore. Jackson ha scritto altri libri sul tema della salute e del benessere dei gatti, tutti in lingua inglese e non disponibili in italiano.
Ha raccontato che, dopo la drastica perdita di peso seguita all'intervento, mangia in modo più sano, fa esercizio fisico e non fuma più da molto tempo.

## Pubblicazioni
- con Joel Derfner: Cat Daddy: What the World's Most Incorrigible Cat Taught Me About Life, Love, and Coming Clean. New York: Tarcher/Penguin, 2012 ISBN 978-1585429370.
  - Il migliore amico dei gatti, traduzione di Elisabetta Paniccia, Rizzoli, Milano 2015,  ISBN 978-88-17-07956-3.
- con Kate Benjamin: Catification: Designing a Happy and Stylish Home for Your Cat (and You!). New York: Tarcher/Penguin, 2014 ISBN 978-0399166013.
- con Kate Benjamin: Catify to Satisfy: Simple Solutions for Creating a Cat-Friendly Home. New York: Tarcher/Penguin, 2015 ISBN 978-0399176999.
- con Mikel Delgado: Total Cat Mojo: The Ultimate Guide to Life with Your Cat. New York: Tarcher/Penguin, 2017 ISBN 978-0143131618.